# قلعه بن عیسی
قلعه بن عیسی (در عربی:  حصن بن عیسی )، یکی از دژهای تاریخی امارت شارجه و یکی از معالم بارز و جاذبهٔ گردشگری این امارت است، و یکی از نقاط دیدنی امارات متحده عربی به شمار می‌آید، که سالیانه تعدادی زیادی از گردشگری از موقع آن دیدن می‌کنند. این دژ تاریخی در منطقهٔ وادی حلو واقع شده‌است، در دوران گذشته این قلعه به نام «قلعه وادی الحلو» مشهور بوده‌است. این قلعه در سال ۱۹۳۶ میلادی توسط یکی کدخدایان منطقه بنام:عیسی بن خلفان الذباحی ساخته شده‌است، بنابراین «حصن بن عیسی» نامگذاری شده‌است. چنان‌که نوه وی به ما اطلاع دادند. وی گفتند که قلعه مزبور در قرن ۱۹ میلادی توسط جدش (عیسی ابن خلفان) برای حفاظت از منطقة ساخته شده‌است، أما تحدید سال بنیان آن به‌طور دقیق امکان‌پذیر نمی‌باشد.
در حال حاضر خرابه‌های این قلعهٔ تاریخی در روی تپه أی به چشم می‌خورد.

## مرمت وبازسادی
درحال حاضر این قلعه تاریخی بدستور حاکم شارجه در حال مرمت وباز سازی است.